# 후지 TV 토요일 밤 7시 30분 드라마
후지 TV 토요일 밤 7시 30분 드라마(일본어: フジテレビ土曜7時30分枠の連続ドラマ)는 후지 TV 계열 제작으로 매주 토요일 19:30 ~ 20:00 텔레비전 드라마 시간대이다.

## 작품 목록
《바다의 비상 경계선》
《원티드 데드 오어 얼라이브》
《테일즈 오브 웰스 파고》
《웰스 파고》
《Mckeever & the Colonel》
《Northwest Passage》
《장난 꾸러기 동맹》
《구초키파→신·구초키파》
《손가락 걸고 약속 권만》
《역시 고양이가 좋아》 (시즌 2)